# Lisann Kaut
Lisann Kaut (* 24. August 2000 in Biedenkopf) ist eine deutsche Fußballspielerin.

## Karriere

### Vereine
Die im mittelhessischen Biedenkopf geborene Lisann Kaut spielte zunächst bei mehreren Vereinen ihrer Heimatregion. Über den VfL Weidenhausen, den SC Gladenbach, den Sportfreunden Blau-Gelb Marburg und den VfB Wetter kam sie zum FSV Hessen Wetzlar, für den sie in der Saison 2015/16 in der B-Juniorinnen-Bundesliga auflief, wobei es dem Aufsteiger allerdings nicht gelang, den sofortigen Wiederabstieg aus der Staffel Süd zu verhindern.
Noch als B-Juniorin gab sie in der folgenden Saison 2016/17 ihr Debüt im Erwachsenenbereich für die erste Wetzlarer Mannschaft in der 2. Bundesliga. Am 19. November 2016 wurde sie im Spiel beim 1. FFC Frankfurt II in der 87. Minute beim Stand von 1:1 für Rebecca Konhäuser eingewechselt; kurz vor Schluss gelang Frankfurt noch der 2:1-Siegtreffer.
Nach insgesamt 31 Zweitligaeinsätzen für Wetzlar wechselte Kaut im Sommer 2018 innerhalb der Spielklasse zur Zweitvertretung der TSG 1899 Hoffenheim. Dort erarbeitete sie sich ebenfalls einen Stammplatz, zog sich aber 2019 eine langwierige Verletzung zu, aufgrund derer sie fast zwei Jahre lang pausieren musste, ehe sie im Herbst 2021 auf den Fußballplatz zurückkehrte.
Im Sommer 2022 wurde sie schließlich von Trainer Gabor Gallai in den Bundesligakader der Hoffenheimerinnen aufgenommen. Dort kam sie am 23. Oktober 2022 zu ihrem ersten Einsatz, als sie im Spiel bei der SGS Essen in der 84. Minute beim Stand von 2:2 für Sarai Linder eingewechselt wurde und kurz darauf das Siegtor durch Gia Corley einleitete.

### Nationalmannschaft
Lisann Kaut absolvierte zwischen 2018 und 2019 für die deutsche U-19-Nationalmannschaft insgesamt 19 Länderspiele. Dabei gehörte sie zum deutschen Kader bei der U-19-Europameisterschaft 2018 in der Schweiz und wurde von Bundestrainerin Maren Meinert im Endspiel gegen Spanien, das knapp mit 0:1 verloren ging, kurz vor Schluss eingewechselt. Im folgenden Jahr wurde sie für die U-19-Europameisterschaft in Schottland erneut nominiert und diesmal in allen fünf Spielen eingesetzt. Die DFB-Auswahl verlor erneut das Finale, diesmal mit 1:2 gegen Frankreich.